# Ectopleura latitaeniata
Ectopleura latitaeniata is een hydroïdpoliep uit de familie Tubulariidae. De poliep komt uit het geslacht Ectopleura. Ectopleura latitaeniata werd in 1978 voor het eerst wetenschappelijk beschreven door Xu & Zhang. 